# Grand Prix Formule 1 van Japan 2018
De Grand Prix Formule 1 van Japan 2018 werd gehouden op 7 oktober op het Suzuka International Racing Course. Het was de zeventiende race van het kampioenschap.

## Vrije trainingen

### Uitslagen
- Er wordt enkel de top-5 weergegeven.

| Vrije training 1 | Pos | No | Coureur          | Constructeur       | Tijd     |
| ---------------- | --- | -- | ---------------- | ------------------ | -------- |
| Vrije training 1 | 1   | 44 | Lewis Hamilton   | Mercedes           | 1:28.691 |
| Vrije training 1 | 2   | 77 | Valtteri Bottas  | Mercedes           | 1:29.137 |
| Vrije training 1 | 3   | 3  | Daniel Ricciardo | Red Bull-TAG Heuer | 1:29.373 |
| Vrije training 1 | 4   | 7  | Kimi Räikkönen   | Ferrari            | 1:29.627 |
| Vrije training 1 | 5   | 5  | Sebastian Vettel | Ferrari            | 1:29.685 |
| Vrije training 2 | Pos | No | Coureur          | Constructeur       | Tijd     |
| Vrije training 2 | 1   | 44 | Lewis Hamilton   | Mercedes           | 1:28.217 |
| Vrije training 2 | 2   | 77 | Valtteri Bottas  | Mercedes           | 1:28.678 |
| Vrije training 2 | 3   | 5  | Sebastian Vettel | Ferrari            | 1:29.050 |
| Vrije training 2 | 4   | 33 | Max Verstappen   | Red Bull-TAG Heuer | 1:29.257 |
| Vrije training 2 | 5   | 7  | Kimi Räikkönen   | Ferrari            | 1:29.498 |
| Vrije training 3 | Pos | No | Coureur          | Constructeur       | Tijd     |
| Vrije training 3 | 1   | 44 | Lewis Hamilton   | Mercedes           | 1:29.599 |
| Vrije training 3 | 2   | 5  | Sebastian Vettel | Ferrari            | 1:29.715 |
| Vrije training 3 | 3   | 7  | Kimi Räikkönen   | Ferrari            | 1:30.054 |
| Vrije training 3 | 4   | 33 | Max Verstappen   | Red Bull-TAG Heuer | 1:30.304 |
| Vrije training 3 | 5   | 77 | Valtteri Bottas  | Mercedes           | 1:30.422 |

Testcoureur in vrije training 1:

 Lando Norris (McLaren-Renault)

## Kwalificatie
Lewis Hamilton behaalde zijn tachtigste pole position uit zijn carrière. Valtteri Bottas staat naast hem, beide voor het team van Mercedes. Max Verstappen van Red Bull volgt als derde, gevolgd door de Ferrari-coureur Kimi Räikkönen. Haas-rijder Romain Grosjean start als vijfde. De beide coureurs van Toro Rosso, Brendon Hartley en Pierre Gasly, kwalificeerden beter dan normaal met een zesde en zevende plek. Force India-coureur Esteban Ocon kwalificeerde zich als achtste, maar start door een gridstraf vanwege te hard rijden tijdens een rodevlagsituatie in de derde vrije training als elfde. Hierdoor schuift Ferrari-rijder Sebastian Vettel naar P8, de andere Force India-coureur Sergio Pérez naar P9 en sluit Charles Leclerc voor Sauber de top 10 af.

### Kwalificatie-uitslag
| Pos                 | No | Coureur           | Constructeur         | Q1       | Q2        | Q3       | Grid |
| ------------------- | -- | ----------------- | -------------------- | -------- | --------- | -------- | ---- |
| 1                   | 44 | Lewis Hamilton    | Mercedes             | 1:28.702 | 1:28.017  | 1:27.760 | 1    |
| 2                   | 77 | Valtteri Bottas   | Mercedes             | 1:29.297 | 1:27.987  | 1:28.059 | 2    |
| 3                   | 33 | Max Verstappen    | Red Bull-TAG Heuer   | 1:29.480 | 1:28.849  | 1:29.057 | 3    |
| 4                   | 7  | Kimi Räikkönen    | Ferrari              | 1:29.631 | 1:28.595  | 1:29.521 | 4    |
| 5                   | 8  | Romain Grosjean   | Haas-Ferrari         | 1:29.724 | 1:29.678  | 1:29.761 | 5    |
| 6                   | 28 | Brendon Hartley   | Toro Rosso-Honda     | 1:30.248 | 1:29.848  | 1:30.023 | 6    |
| 7                   | 10 | Pierre Gasly      | Toro Rosso-Honda     | 1:30.137 | 1:29.810  | 1:30.093 | 7    |
| 8                   | 31 | Esteban Ocon      | Force India-Mercedes | 1:29.899 | 1:29.538  | 1:30.126 | 11   |
| 9                   | 5  | Sebastian Vettel  | Ferrari              | 1:29.049 | 1:28.279  | 1:32.192 | 8    |
| 10                  | 11 | Sergio Pérez      | Force India-Mercedes | 1:30.247 | 1:29.567  | 1:37.229 | 9    |
| 11                  | 16 | Charles Leclerc   | Sauber-Ferrari       | 1:29.706 | 1:29.864  |          | 10   |
| 12                  | 20 | Kevin Magnussen   | Haas-Ferrari         | 1:30.219 | 1:30.226  |          | 12   |
| 13                  | 55 | Carlos Sainz jr.  | Renault              | 1:30.236 | 1:30.490  |          | 13   |
| 14                  | 18 | Lance Stroll      | Williams-Mercedes    | 1:30.317 | 1:30.714  |          | 14   |
| 15                  | 3  | Daniel Ricciardo  | Red Bull-TAG Heuer   | 1:29.806 | geen tijd |          | 15   |
| 16                  | 27 | Nico Hülkenberg   | Renault              | 1:30.361 |           |          | 16   |
| 17                  | 35 | Sergej Sirotkin   | Williams-Mercedes    | 1:30.372 |           |          | 17   |
| 18                  | 14 | Fernando Alonso   | McLaren-Renault      | 1:30.573 |           |          | 18   |
| 19                  | 2  | Stoffel Vandoorne | McLaren-Renault      | 1:31.041 |           |          | 19   |
| 20                  | 9  | Marcus Ericsson   | Sauber-Ferrari       | 1:31.213 |           |          | 20   |
| 107% tijd: 1:34.911 |    |                   |                      |          |           |          |      |

## Wedstrijd
De race werd gewonnen door Lewis Hamilton, die zijn negende zege van het seizoen behaalde. Zijn teamgenoot Valtteri Bottas eindigde als tweede, waarbij hij in de laatste ronden de snel naderende Max Verstappen achter zich wist te houden. Daniel Ricciardo reed vanaf de vijftiende startplaats een inhaalrace en finishte als vierde. Kimi Räikkönen eindigde als vijfde, voor zijn teamgenoot Sebastian Vettel, die ver terugviel na een mislukte inhaalactie op Verstappen, waarbij hij van de baan spinde. Sergio Pérez eindigde als zevende, voor Romain Grosjean en Esteban Ocon. Renault-coureur Carlos Sainz jr. wist met een inhaalactie op Pierre Gasly in de slotfase van de race de tiende plaats te bereiken.

### Race-uitslag
| Pos. | No. | Coureur           | Constructeur         | Rondes | Tijd/Oorzaak uitval | Grid | Punten |
| ---- | --- | ----------------- | -------------------- | ------ | ------------------- | ---- | ------ |
| 1    | 44  | Lewis Hamilton    | Mercedes             | 53     | 1:27:17.062         | 1    | 25     |
| 2    | 77  | Valtteri Bottas   | Mercedes             | 53     | +12.919             | 2    | 18     |
| 3    | 33  | Max Verstappen    | Red Bull-TAG Heuer   | 53     | +14.295             | 3    | 15     |
| 4    | 3   | Daniel Ricciardo  | Red Bull-TAG Heuer   | 53     | +19.495             | 15   | 12     |
| 5    | 7   | Kimi Räikkönen    | Ferrari              | 53     | +50.998             | 4    | 10     |
| 6    | 5   | Sebastian Vettel  | Ferrari              | 53     | +1:09.873           | 8    | 8      |
| 7    | 11  | Sergio Pérez      | Force India-Mercedes | 53     | +1:19.379           | 9    | 6      |
| 8    | 8   | Romain Grosjean   | Haas-Ferrari         | 53     | +1:27.198           | 5    | 4      |
| 9    | 31  | Esteban Ocon      | Force India-Mercedes | 53     | +1:28.055           | 11   | 2      |
| 10   | 55  | Carlos Sainz jr.  | Renault              | 52     | +1 ronde            | 13   | 1      |
| 11   | 10  | Pierre Gasly      | Toro Rosso-Honda     | 52     | +1 ronde            | 7    |        |
| 12   | 9   | Marcus Ericsson   | Sauber-Ferrari       | 52     | +1 ronde            | 20   |        |
| 13   | 28  | Brendon Hartley   | Toro Rosso-Honda     | 52     | +1 ronde            | 6    |        |
| 14   | 14  | Fernando Alonso   | McLaren-Renault      | 52     | +1 ronde            | 18   |        |
| 15   | 2   | Stoffel Vandoorne | McLaren-Renault      | 52     | +1 ronde            | 19   |        |
| 16   | 35  | Sergej Sirotkin   | Williams-Mercedes    | 52     | +1 ronde            | 17   |        |
| 17   | 18  | Lance Stroll      | Williams-Mercedes    | 52     | +1 ronde            | 14   |        |
| DNF  | 16  | Charles Leclerc   | Sauber-Ferrari       | 38     | Mechanisch          | 10   |        |
| DNF  | 27  | Nico Hülkenberg   | Renault              | 37     | Motor               | 16   |        |
| DNF  | 20  | Kevin Magnussen   | Haas-Ferrari         | 8      | Schade ongeluk      | 12   |        |

## Tussenstanden wereldkampioenschap
Betreft tussenstanden voor het wereldkampioenschap na afloop van de race.

### Coureurs
| Positie | No. | Rijder           | Team                 | Punten |
| ------- | --- | ---------------- | -------------------- | ------ |
| 01      | 44  | Lewis Hamilton   | Mercedes             | 331    |
| 02      | 5   | Sebastian Vettel | Ferrari              | 264    |
| 03      | 77  | Valtteri Bottas  | Mercedes             | 207    |
| 04      | 7   | Kimi Räikkönen   | Ferrari              | 196    |
| 05      | 33  | Max Verstappen   | Red Bull-TAG Heuer   | 173    |
| 06      | 3   | Daniel Ricciardo | Red Bull-TAG Heuer   | 146    |
| 07      | 11  | Sergio Pérez     | Force India-Mercedes | 53     |
| 08      | 20  | Kevin Magnussen  | Haas-Ferrari         | 53     |
| 09      | 27  | Nico Hülkenberg  | Renault              | 53     |
| 10      | 14  | Fernando Alonso  | McLaren-Renault      | 50     |

### Constructeurs
| Positie | Team                 | Punten |
| ------- | -------------------- | ------ |
| 01      | Mercedes             | 538    |
| 02      | Ferrari              | 460    |
| 03      | Red Bull-TAG Heuer   | 319    |
| 04      | Renault              | 92     |
| 05      | Haas-Ferrari         | 84     |
| 06      | McLaren-Renault      | 58     |
| 07      | Force India-Mercedes | 43     |
| 08      | Toro Rosso-Honda     | 30     |
| 09      | Sauber-Ferrari       | 27     |
| 10      | Williams-Mercedes    | 7      |